# Плахов, Анатолий Максимович
Анатолий Максимович Плахов — советский хозяйственный, государственный и политический деятель.

## Биография
Родился в 1917 году в Орле. Член КПСС.
С 1936 года — на хозяйственной, общественной и политической работе. В 1936—1986 годах. — старший инженер Орловского завода «Текстильсельмаш», участник Великой Отечественной войны, начальник зенитно-прожекторной установки, мастер, старший инженер, заместитель начальника цеха, начальник технологического отдела, главный конструктор по механизации транспортно-складских работ на автомобильном заводе им. Лихачева, начальник управления, главный технолог Минавтопрома СССР, главный инженер, технический директор, первый заместитель генерального директора, работник Московской дирекции ПО «КАМАЗ».
За разработку и внедрение системы комплексной механизации основных и вспомогательных процессов производства на Московском автомобильном заводе имени И. А. Лихачёва был в составе коллектива удостоен Государственной премии СССР в области науки и техники 1971 года.
Умер в Москве в 1998 году.